# فرانسیس پرن
فرانسیس پرن (انگلیسی: Francis Perrin؛ زاده ۱۷ اوت ۱۹۰۱ درگذشته ۴ ژوئیهٔ ۱۹۹۲) یک فیزیک‌دان اهل فرانسه بود. وی در زمینهٔ واکنش‌های زنجیرهٔ هسته‌ای و تولید انرژی هستهٔ فعالیت می‌کرد.